# 野獣死すべし (1980年の映画)
『野獣死すべし』（やじゅうしすべし）は、1980年公開の日本映画。大藪春彦の同名小説『野獣死すべし』の3回目の映画化作品。主演：松田優作、監督：村川透。製作：角川春樹事務所・東映、配給：東映。
松田優作が鬼気迫る演技で主人公・伊達邦彦役を務めたが、人物描写などに原作との差異が少なからず存在するため、原作とは同名異作の映画とする評価（後述）がある。また、原作が主人公の行動を叙事的に描くことに注力するハードボイルド作品であるのに対し、本作は主人公の内面に主眼が置かれている。
封切り時の同時上映作品は『ニッポン警視庁の恥といわれた二人 刑事珍道中』。

## ストーリー
ある大雨の夜、東京都内で警視庁捜査第一課の警部補、岡田良雄が刺殺されて拳銃を奪われ、さらにその拳銃を使用した違法カジノ強盗殺人事件が発生、世間は騒然となる。事件を起こした伊達邦彦は、東京大学卒のエリートで頭脳明晰、元射撃競技の選手でもあったが、かつて大手通信社外信部記者として世界各地の戦場を取材し、数々の地獄絵図を目の当たりにしたことで、社会性や倫理を捨て去った「野獣」と化した。伊達は通信社を退職後、翻訳のアルバイトをしながら趣味の読書とクラシック音楽鑑賞に没頭、社会とは隔絶した生活を送っていた。岡田の部下だった刑事、柏木秀行は伊達に目星をつけ、執拗につきまとう。
銀行を次の標的に定めた伊達は綿密な計画を企てるが、厳重な防犯体勢のもとでは単独犯行は不可能であると判断、計画の実行に向いた共犯者探しを始める。ある日、大学のゼミの同窓会に出席した伊達は、会場となったレストランで、無愛想で反抗的な態度を取るウェイターの青年、真田徹夫と出会う。真田に「野獣」を見て取った伊達は身元を調べ上げて行きつけのバーを探り、客として真田に接近。親しくなる中で、コンプレックスに満ちた生い立ちや、恋人・原雪絵に殺意を持っていることなどを聞き出す。
伊達は真田に銀行襲撃計画を明かし、さらに雪絵の殺害をそそのかす。銃の扱い方を伊達から教わった真田は、躊躇のすえに雪絵を射殺する。伊達は「君は今確実に、神さえも超越するほどに美しい」とたたえ、「野獣」として生きていくすべを説く。
2人は銀行襲撃を決行。ガードマン、行員に次々と銃弾を浴びせ、地下金庫から大金を収奪するが、伊達に思いを寄せる華田令子が客として偶然居合わせていた。伊達は、多くの客の中で令子にだけ引き金を引く。2人は鉄道を複雑に乗り継ぎ、警察の緊急配備網をすりぬけたが、柏木ただひとりが2人の乗る青森行きの夜行列車の中に追いつく。
列車の中でラジオから流れた事件の続報を機に柏木は伊達が一連の事件の犯人であることを確信して拳銃を向けながら取り調べを開始しようとするが、背後から迫ってきた真田にライフルを突きつけられ怯んだ所で拳銃を奪われてしまう。伊達は奪った拳銃の5連発のシリンダーに1発の銃弾を込め、柏木に向けて『リップ・ヴァン・ウィンクル』のあらすじを語りながらロシアンルーレットを始める。引き金が4回引かれても弾は発射されなかったが、逃げる柏木へ向けてついに5回目の引き金を絞った。伊達はさらに真田の持っていたライフルを奪い取って見回り中の車掌を射殺し、その死体を狂ったようにカメラに収める。
戦場記者時代の衣服を身に着けた伊達は、戦場の記憶と現実の区別がつかなくなり、ライフルを手放さず、支離滅裂なことを口走るようになっていく。列車の窓を破って飛び降りた2人は逃げた先の山中の洞窟で、居合わせたアベックを襲う。伊達が男を射殺したあと、真田が女を手込めにする間、伊達はその様子を何度も撮影しながら、戦場で人を殺すことの快楽に目覚めた経験を「神を超えた」という表現を用いてとうとうと語り続ける。すると伊達は目の前で女を抱く真田を射殺してしまう。天を指差す伊達の頭の中にはショパンのピアノ協奏曲第1番第3楽章が流れていた。
白昼のコンサートホールの客席で、伊達はピアノ協奏曲第1番を聴きながら眠っていた。静かな暗いホールの中にただひとり残されていた伊達は目を覚まして立ち上がると、ホールの反響を確認するように2回短く叫び、その場を後にする。直後、伊達は砲弾が空を切る音を聞き、突然腹を押さえてのたうち回りながら、血まみれの柏木の姿を遠くに見た。

## 出演者
- 伊達邦彦：松田優作

主人公。29歳。かつては通信社のカメラマンだったが、現在は友人の会社で翻訳の仕事を手伝っている。普段から生気が感じられず死人のようだと喩えられる事もある。読書と音楽鑑賞を趣味とする物静かな性格だが、多くの戦場を渡り歩いてきた経緯から心に狂気を秘めている。
- 華田令子：小林麻美

23歳。社長秘書。伊達とはコンサート、レコード店と出会いを重ねる内に惹かれるようになっていく。後に伊達が引き起こした強盗事件の現場で彼が犯人であることを確信して追いかけようとするが、射殺されてしまう。
- 原雪絵：根岸季衣　真田の情婦、フラメンコダンサーでもある。
- 乃木（伊達の同窓生 出版社編集長）：風間杜夫
- 結城（伊達の同窓生 外務省職員）：岩城滉一

- 役名不明（伊達の同窓生）：林ゆたか
- 東条（伊達の同窓生 総合商社鉄鋼部）：阿藤海
- 黒岩（闇カジノの店員）：山西道広
- 奥津（闇カジノの支配人）：トビー門口
- 梅津（東洋銀行課長）：江角英
- 峰原（ヤクザ 闇カジノの元締め）：安岡力也
- エリカ（伊達を誘う女）：岡本麗
- 預金係の行員：五月まりや、明日香和泉
- 街頭の母親：船場牡丹
- 石島（東洋銀行預金係）：吉岡ひとみ
- 東洋銀行警備責任者：清水宏
- 東洋銀行ガードマン：友金敏雄
- 東洋銀行ガードマン：草薙良一
- 伊達の同窓生：鶴岡修、清水国雄
- 平井（伊達の同窓生）：加藤大樹
- 白井（雪絵の店のボーイ）：関川慎二
- 夜行列車の車掌：相馬剛三
- 街頭のチンピラ：畑中猛重、吉宮慎一
- パトカーの警察官：谷本一
- 東洋銀行ガードマン：永田伸介
- 洞窟のアベック（女）：雪江由紀
- チンピラに絡まれる女：平野真理
- 預金係の行員：古川みよ子、渡辺紀子、石田久美子、松香ふたみ
- 東洋銀行資金係長：浜口竜哉
- 東洋銀行ガードマン：二家本辰巳
- 夜行列車の乗客：小見山玉樹
- ガード下の中年男：伊豆見英輔、玉井謙介、島村謙次
- ノンクレジット
  - 立花（伊達の同窓生）：井上博一
  - 警邏へ出る警察官：角川春樹

- 小林（公園で寝そべる男）：泉谷しげる
- 沙羅（雪絵の店のホステス）：前野曜子
- 永友（銀行の客 銀座ジュエル店員）：草薙幸二郎

伊達に偽りの商談で呼び出された挙句、強盗計画のシミュレーションに利用され、一時は逮捕拘束される。
- 岡田良雄（警部補）：青木義朗　豪雨の夜、伊達に襲撃され死亡。拳銃を奪われる。
- 遠藤（銃の密売人）：佐藤慶

訛りの混ざった口調で話す。伊達に銃を売り渡した直後、街中で射殺される。
- 柏木秀行：室田日出男

警視庁の刑事。伊達が岡田殺害、カジノ襲撃事件の犯人とされる男の特徴と一致する事から他の刑事が無視する中、一人で執拗に追跡し時には接触する事もあった。強盗事件の後、逃亡を図る伊達を電車の中で追い詰めて自白させようとするが、すぐさま持っていた銃を奪われ撃たれてしまう。
- 真田徹夫：鹿賀丈史

## スタッフ
- 監督：村川透
- 製作：角川春樹
- 原作：大藪春彦（角川文庫版）
- 脚本：丸山昇一
- プロデューサー：黒澤満、紫垣達郎
- 撮影：仙元誠三
- 照明：渡辺三雄
- 録音（録音監督）：福島信雅
- 美術：今村力
- 編集：田中修
- 音楽：たかしまあきひこ
- 音楽監督：鈴木清司
- 演奏：東京交響楽団
  - 指揮：村川千秋
  - ピアノ：花房晴美
- 主題曲：「野獣死すべし」のテーマ
  - 作曲：たかしまあきひこ
  - 演奏：岡野等&荒川バンド
  - 企画制作：角川レコード
  - 発売：日本コロムビア
- オリジナル・サウンドトラック：「野獣死すべし」オリジナル・サウンドトラック
  - 企画制作：角川レコード
  - 発売：日本コロムビア

- 助監督：小池要之助
- 色彩検測：川口徹也
- 効果：坂井三郎（東洋音響）
- 記録：今村治子
- 製作担当者：青木勝彦、山本勉
- テクニカル・アドバイザー：トビー門口
- 擬斗：松尾悟
  - （クレジットなし：高倉英二）
- フラメンコ指導：小松原庸子
- 衣装：第一衣装
- 美粧：入江美粧
- 録音（スタジオ）：にっかつスタジオセンター
- 装置装飾：東映美術
- 現像：東映化学
- 製作協力：NEC、大塚商会、オンキヨー、ワールド・カセイ、パンドラルーレット教室
- クレジットなし
- 助監督：原隆仁
- 撮影助手：杉村博章
  - 音楽プロデューサー：高桑忠男（東映音楽出版）
  - スチール：関谷嘉明
  - 協力：東映俳優センター
  - 制作協力：角川書店、東映芸能ビデオ、セントラル・アーツ

## 製作

### 脚本家選定
製作者の角川春樹は、映画プロデューサーの黒澤満の推薦で丸山昇一を紹介され、彼が脚本を担当した『処刑遊戯』を鑑賞して面白さを感じ、後日、角川書店の忘年会に出席した丸山に、本作の脚本を依頼した。「欲しいのは『野獣死すべし』というタイトルと伊達邦彦の生き様だ。それさえあれば、後はどんなふうに変えたって構わない。その代わりお前が作家でいろよ」と丸山に念押しして、脚本が上がるまで口は出さないつもりでいた角川だったが、丸山は執筆前にプレゼンに訪れ、原作の内容を、ほぼ使わない方針を打ち出した。「これが1980年の伊達邦彦です」と丸山に説明され、角川は熟考の末に了承する。

### 原作の解釈、脚本、キャスティング
原作の大藪が伊達邦彦を野性的なタフガイとして位置付けていた（大藪は『野獣』シリーズ以外の作品にも伊達を登場させているが、その人物像は終始一貫している）のに対し、脚本を担当した丸山昇一は、伊達をつかみどころがなく陰湿な不気味さを持った人物（作中で室田日出男演じる刑事・柏木は伊達を「まるで死人のよう」と形容している）として描いた。これは丸山が、時代の様相が原作が書かれた時期とは大きく異なっていた事を鑑み、当時の若者達から感じ取った印象に基づいてキャラクター造形をしたものであったが、丸山はこの描写について大藪から批判された、とのちに語っている。
主演の松田優作は、クランクイン前に「役作りのために少し時間が欲しい」として、しばらくの間スタッフと音信を絶っている。その間に松田は10キログラム以上減量し（計量してみたところ62キログラムまで落ちていた）、更に頬がこけて見えるようにと上下4本の奥歯を抜いたという。これらの徹底した役作りによって、松田は顔面蒼白の幽鬼のような存在感を漂わせる伊達像を造形した。
真田徹夫役の候補には当初、金子正次が挙がっていた。

### 撮影
- 銀行のシーンは野村證券本社社屋で、ラストシーンは日比谷公会堂でそれぞれ撮影された。
- 劇中のクラシック音楽について。
  - 劇中コンサートのシーンで演奏されている曲は、ラストシーンも含めすべてショパンの作品である。
    - オーケストラの指揮者を演じた村川千秋は本職の指揮者であり、監督・村川透の実兄である。

  - 伊達が自室のステレオで聞いているのはショスタコーヴィチの交響曲第5番である。
- 劇中に登場する銃について。
  - 伊達が所持するコルト・シングル・アクション・アーミーは、本作品のテクニカル・アドバイザーを務め、出演もしたトビー門口の私物のモデルガンである。ただし、グリップは19世紀末に実銃用に作られたアンティーク品で、非常に希少価値が高いものだという。当時の映画雑誌の記事によれば、劇中で印象的に描写されるグリップの裏側に彫られた隠し文字や、中に入っている異物（人間の歯だといわれている）も、入手した際には既にあったものと解説されている。
  - 伊達が闇ブローカーから入手する拳銃はコルト・ウッズマン。22口径でサイレンサーを特注した設定になっている。
- 劇中に登場する列車について。
  - 伊達と真田が逃走に使用する列車は1980年当時の夜行急行「八甲田」。
  - 伊達と真田が停車中の列車に乗り込むシーンのカットはナロネ21形客車（A寝台）であるが、車内に切り替わって以降のカットはボックスシートの普通車である。さらに走行場面は近郊形電車を撮ったものであり、つり革を持って立っている乗客が見える。

### 宣伝
キャッチコピーは、「青春は屍をこえて」。

## 興行成績・評価
プロデューサーの角川春樹によれば、『野獣死すべし』『ニッポン警視庁の恥といわれた二人 刑事珍道中』の2本立ては利益が1億円に満たない興行成績で終了した。
本作の場面描写には抽象的な点が多く、特にラストシーンは日本映画の中で最も難解なシーンのひとつとされている。解釈には「待ち伏せていた警官隊により狙撃され死亡した」「伊達の狂気が生み出した幻影」「突発的にフラッシュバックを起こし、錯乱した」など諸説あるが、公式に明示された例はないため、結論は得られていない。
この印象的なラストシーンは、脚本のラストから大きく変えられており、撮影の途中で、主演の松田たちが自分のやりたいように改変した結果であるという。この件について、映画監督の大島渚は評価し、原作者の大藪春彦は何も言わなかったが、「客が納得して帰るのが娯楽映画」と自負する製作者の角川は激怒し、渋谷東映での初日の舞台挨拶が終わったら、主演の松田を拉致して、渋谷のガード下に連行するよう、角川書店の武闘派社員2人に命じていた。ところが劇場内が客で満員だったとの報告を聞いて矛を収め、未遂に終わった。また本作の初号試写を鑑賞後、共同製作した東映の営業部長・鈴木常承は「劇場に渡した脚本の結末と違う。1日の上映回数が少なくなる」と上映時間の20分短縮を要求し、これに角川が同意したことから、監督の村川透は角川と袂を分かつことになった。

## ビデオグラム
2009年に松田優作没後20年を記念して初めてBlu-ray Disc化。その後、2012年に改めて「角川ブルーレイ・コレクション」の一作品として廉価版が発売。2014年には4Kスキャニングマスターを使用したニューマスター版Blu-rayが発売。これに伴い、過去のソフトではカットされていた製作会社のロゴマークや協力企業のクレジットなどが復元された。